# ريمي ستريت
ريمي ستريت (بالإنجليزية: Remie Streete)‏ (2 نوفمبر 1994 بأيلزبري في المملكة المتحدة - ) هو لاعب كرة قدم بريطاني في مركز الدفاع. لعب مع بورت فايل ونادي رينجرز ونيوكاسل يونايتد.

## وصلات خارجية
- ريمي ستريت على موقع الاتحاد الأوربي (الإنجليزية)
- ريمي ستريت على موقع قاعدة بيانات كرة القدم.إي يو (الإنجليزية)
- ريمي ستريت على موقع Soccerbase.com (لاعب) (الإنجليزية)
- ريمي ستريت على موقع Soccerway.com (الإنجليزية)
- ريمي ستريت على موقع AS.com (الإسبانية)